# 國立臺灣海洋大學附屬基隆海事高級中等學校
國立臺灣海洋大學附屬基隆海事高級中等學校，簡稱海大附中、KLMS，舊稱基隆海事，是位於臺灣基隆市中正區的技術型高中，設有普通科（海洋科技人才培育班）與職業類科。原為獨立之學校，改隸海大的宗旨在於兩校均以海事見長且位置相近，藉此推行「海大附中3年+海洋大學4年」的7年一貫海事人才計畫。

## 建校沿革

### 日治時期
基隆海事的前身為1936年創立的「臺灣總督府水產講習所」，簡稱「水產講習所」，隸屬於臺灣總督府殖產局，位於基隆市濱町133番地，是北台灣第一所水產專業教育機構。其設立目的為培養台灣水產業的專業人員，教授內容以台灣的水產業為中心，還包含了南中國及南洋的水產業必要技術與知識，以供給南方開拓的相關人力。水產講習所每年招收150名學生，修業年限為3年。學生需經入所測驗合格後方可入所，入所資格為年滿14歲以上且品行端正身體強健的男性，且需高等小學校畢業或公學校高等科畢業，或是修業兩年以上的水產學校畢業者。第一學年的內容為水產基本知識；第二學年則分為漁撈、養殖、製造和水產指導等四科，教授相關知識與技能；第三學年則是著重在實務技能訓練。
1943年4月1日，水產講習所改制為「臺北州立基隆水產學校」，屬於實業學校的一種。其修業年限改為4年，且入學資格降低為只需國民學校初等科修了的程度。

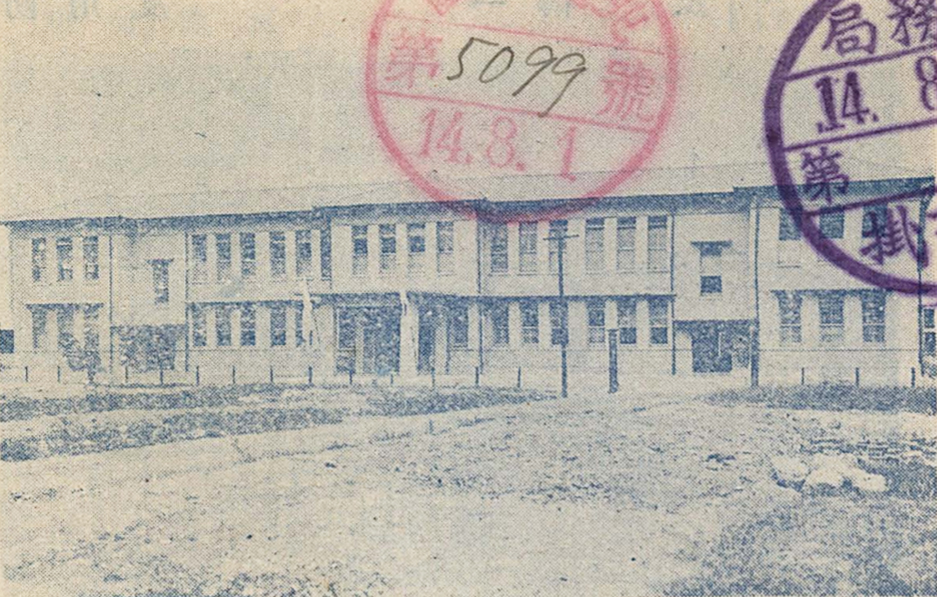
1937年落成的臺灣總督府水產講習所校舍，現為海洋大學海環系館

### 戰後
- 1945年，基隆水產學校改制為「臺灣省立基隆水產學校」。
- 1954年，專辦高級部、改制為「臺灣省立基隆高級水產學校」。
- 1970年，改為海事類科，改名為「臺灣省立基隆高級海事職業學校」。
- 2000年，因應精省，改隸為「國立基隆高級海事職業學校」。
- 2020年8月，成為國立臺灣海洋大學附屬學校，改隸為「國立臺灣海洋大學附屬基隆海事高級中等學校」[4]。
- 2020年8月，增設普通科（海洋科技人才培育班），改制為普通高中與職業類科並行，普通科為七年一貫實驗班。

## 歷屆校長

### 臺灣總督府立水產講習所時期
| 任別 | 任職時間             | 姓名     | 備註 |
| ---- | -------------------- | -------- | ---- |
| 1    | 1936年6月－1937年2月 | 劉明朝   |      |
| 1    | 1937年2月－1938年3月 | 大熊保道 |      |
| 3    | 1938年3月－1939年4月 | 與儀喜宣 |      |
| 4    | 1939年4月－1943年    | 中谷哲二 |      |

### 台北州立基隆水產學校時期
| 任別 | 任職時間       | 姓名     | 備註           |
| ---- | -------------- | -------- | -------------- |
| 1    | 1943年－1946年 | 中谷哲二 | 末任，台灣光復 |

### 臺灣省立基隆水產學校時期
| 任別 | 任職時間          | 姓名   | 備註           |
| ---- | ----------------- | ------ | -------------- |
| 1    | 1946年－1949年6月 | 周鑑殷 | 台灣光復後首任 |
| 2    | 1949年7月－1953年 | 士福金 |                |

### 省立基隆高級水產職業學校時期
| 任別 | 任職時間             | 姓名   | 備註 |
| ---- | -------------------- | ------ | ---- |
| 1    | 1953年－1956年8月    | 戴行悌 |      |
| 2    | 1956年9月－1965年8月 | 胡曉伯 |      |
| 3    | 1965年9月－1970年    | 范承修 |      |

### 省立基隆高級海事職業學校時期
| 任別 | 任職時間             | 姓名   | 備註 |
| ---- | -------------------- | ------ | ---- |
| 1    | 1970年－1977年1月    | 范承修 |      |
| 2    | 1977年2月－1991年1月 | 李敏侯 |      |
| 3    | 1991年2月－1999年8月 | 施啟文 |      |
| 4    | 1999年9月－2000年2月 | 王麗君 |      |

### 國立基隆高級海事職業學校時期
| 任別 | 任職時間             | 姓名   | 備註               |
| ---- | -------------------- | ------ | ------------------ |
| 1    | 2000年2月－2003年8月 | 王麗君 |                    |
| 2    | 2003年8月－2010年7月 | 許明欽 |                    |
| 3    | 2010年8月－2016年7月 | 陳銓   | 後轉任羅東高商校長 |
| 4    | 2016年8月－2020年8月 | 陳世程 | 原羅東高商校長轉任 |

### 國立臺灣海洋大學附屬基隆海事高級中等學校時期
| 任別 | 任職時間             | 姓名   | 備註                                 |
| ---- | -------------------- | ------ | ------------------------------------ |
| 1    | 2020年8月－2022年8月 | 陳世程 | 首任海大附中校長，後轉任新竹高工校長 |
| 2    | 2022年8月－ 迄今     | 洪進源 | 原羅東高工進修部主任                 |

## 教學單位

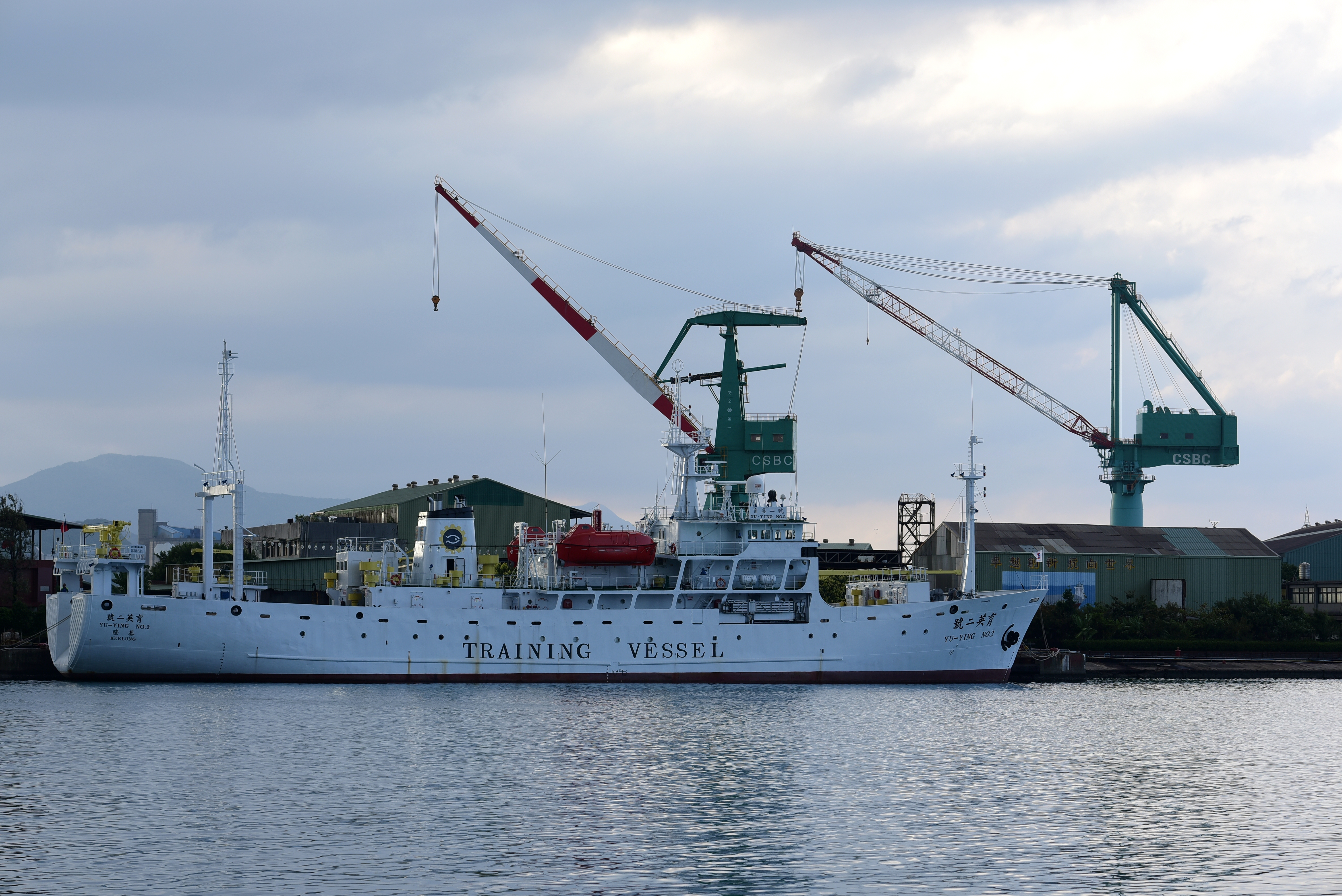
育英二號海事教育實習船

- 航海科
- 普通科（海洋科技人才培育班）
- 輪機科
- 漁業科
- 水產養殖科
- 食品科
- 航運管理科
- 資訊科
- 觀光事業科
- 綜合職能科
- 烘焙科
- 船舶機電科（實用技能學程班）

設有育英二號一艘實習用船隻。

## 校內建築
- 行政大樓：

一樓：總務處、人事室、會計室
二樓：校長室、秘書室、實習處
三樓：校史室、會議室
- 學生活動中心:

一樓: 學生籃球場
二樓: 觀眾席
地下室: 船舶機電PLC工廠、氣壓配線工廠
- 航輪大樓：
- 一樓：輪機科辦公室、船用柴油機暨冷凍空調實習場
二樓：船舶金工工廠
三樓：基本電工工場、船用電焊工廠、自動控制實習工廠
四樓：航海科辦公室、航海科實習教室
- 漁業教學大樓：

一樓: 漁業科辦公室、實習工廠
二樓: 健康護理教室、美術教室
三樓: 電腦教室、跑班教室
四樓: 漁業實習場
- 志學樓：圖書館
- 育賢樓：船舶機電科、烘焙科
- 敦品樓：教務處、航海科、漁業科、輪機科、綜合職能班
- 勤學樓：一樓：學務處、教官室、輔導室、體育組、保健室
二至三樓：水產養殖科、食品科、航管科、資訊科、觀光科
四至五樓：航管科辦公室、電腦教室、韻律教室、視聽教室、音樂教室
- 資訊觀光大樓：一樓：演藝廳(於2012年8月落成)
二樓：資訊科辦公室、飲調教室、客房教室、餐服教室、觀光科辦公室。
三樓至六樓：電腦教室
- 食品大樓：一樓：食品科辦公室
二樓至三樓：實習工廠
- 風雨操場：於2013年4月落成
- 旱船：一樓至二樓：航海科專業教室

## 外部連結
- 海大附中網站 （页面存档备份，存于）